# Dead Cities, Red Seas & Lost Ghosts
Dead Cities, Red Seas & Lost Ghosts je druhé album francouzské elektronické skupiny M83. Bylo vydáno v roce 2003 a sklidilo pozitivní ohlasy kritiků. Cover art, nazvaný Snow Angels (sněžní andělé) je od Justine Kurland. Singl "Unrecorded" byl použit v teatrálním traileru k filmu Noční Hlídka a píseň "Be Wild" se objevila jako úvod před koncertem Deftones v roce 2007. Poslední stopa, "Beauties Can Die" obsahuje nepojmenovaný hidden track, který začíná v 11:17 po fázi ticha.
Rozšířená edice vydání obsahuje druhý disk s pěti songy navíc.

## Seznam skladeb
1. "Birds" – 0:53
2. "Unrecorded" – 4:11
3. "Run into Flowers" – 4:09
4. "In Church" – 3:58
5. "America" – 3:06
6. "On a White Lake, Near a Green Mountain" – 4:43
7. "Noise" – 3:54
8. "Be Wild" – 3:19
9. "Cyborg" – 3:48
10. "0078h" – 4:01
11. "Gone" – 6:07
12. "Beauties Can Die" – 14:38